# Ben Wearing
Benjamin „Ben“ Wearing (* 8. Mai 1989 in Maitland) ist ein ehemaliger australischer Fußballspieler.

## Karriere
Wearing war in der Gold Coast Premier League für Magic United, Coomera Colts SC und zuletzt Musgrave aktiv, als er 2009 das Angebot annahm, für das Nachwuchsteam von Gold Coast United in der National Youth League zu spielen. Zuvor hatte er auf Schulebene Queensland repräsentiert und auch der lokalen Auswahlmannschaft von Gold Coast angehört. Mit dem Jugendteam unter Trainer Mike Mulvey gewann Wearing als Stammspieler 2010 und 2011 die Meisterschaft in der National Youth League. Der von Mulvey prophezeite Durchbruch Wearings in der A-League blieb allerdings aus.
Zu seinem einzigen Einsatz für Gold Coasts Profiteam in der A-League kam Wearing am 28. November 2009, als er bei einer 0:4-Niederlage gegen den amtierenden Meister Melbourne Victory wegen mehrerer verletzungsbedingter Ausfälle in der Innenverteidigung an der Seite von Michael Thwaite in der Startaufstellung stand und durchspielte. Trotz der deutlichen Niederlage erhielt Wearing nach dem Spiel von Trainer Miron Bleiberg ein Extralob. Nach der Spielzeit 2010/11 spielte er während der Saisonpause auf Leihbasis in der Victorian Premier League für Heidelberg United, tauchte zur Saison 2011/12 aber nicht mehr in den Kaderlisten von Gold Coast United auf.
Neben seiner Fußballerlaufbahn studierte Wearing International Business an der Griffith University.